# 1623

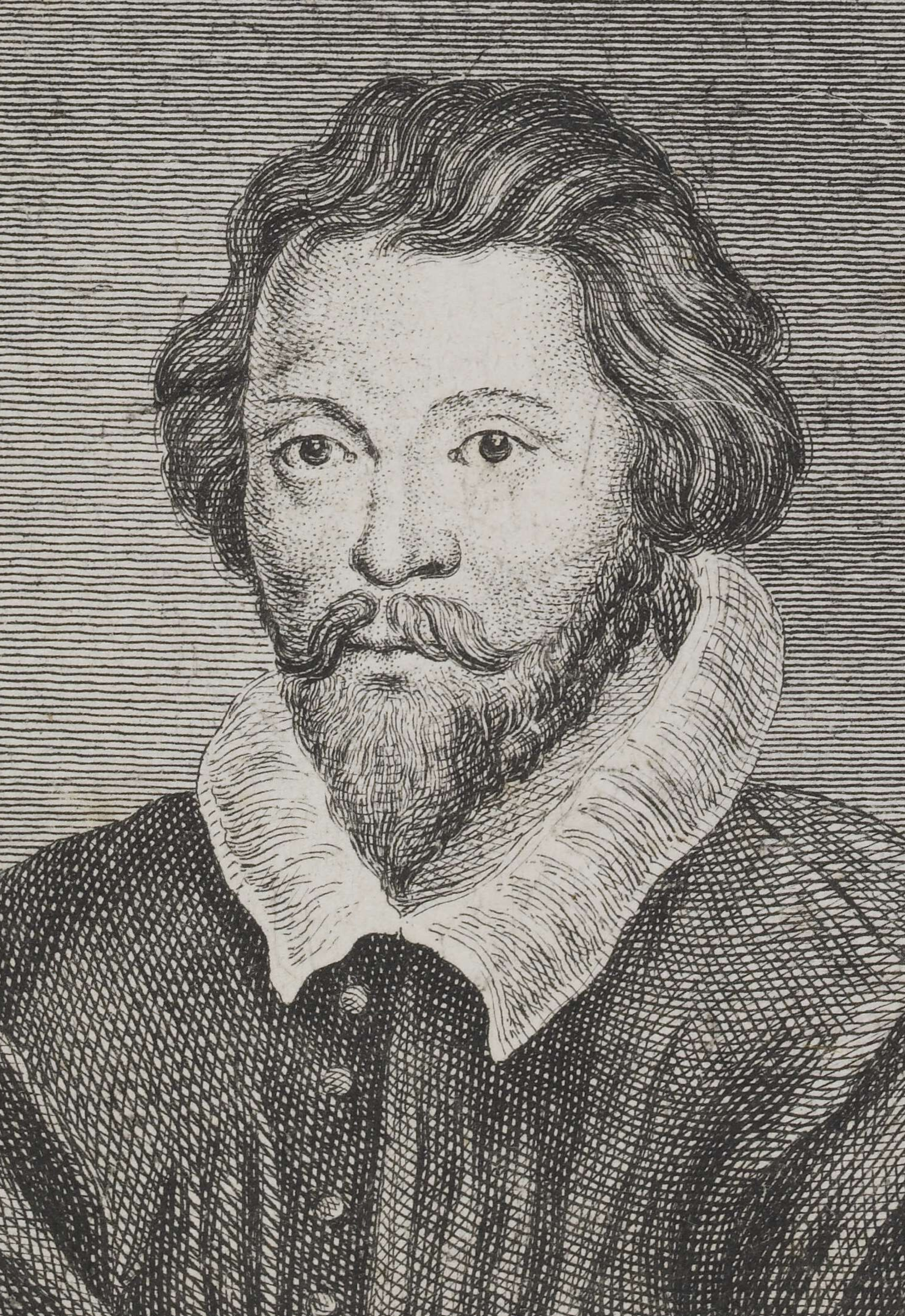
William Byrd

Het jaar 1623 is het 23e jaar in de 17e eeuw volgens de christelijke jaartelling.

## Gebeurtenissen
februari
- 1 - Pieter de Carpentier volgt Jan Pieterszoon Coen op als gouverneur-generaal van Nederlands-Indië
- 25 februari - De hertog van Beieren wordt keurvorst; dit als beloning voor zijn steun aan keizer Ferdinand II in de strijd tegen het opstandige Bohemen. Dat laatste land raakt zijn positie van keurvorstendom kwijt.

maart
- 7 - Een aantal Remonstrantse predikanten keert terug tot de Nederduits Gereformeerde Kerk door het sluiten van het Nijmeegse Akkoord met de Contra-Remonstranten.
- 23 - In Oostindië worden 10 Engelsen, 9 Japanners en 1 Portugees onthoofd op beschuldiging van het beramen van een complot tegen het Nederlandse garnizoen. Deze Ambonschen Moord krijgt een nasleep in de relaties van de Republiek met Engeland.

mei
- 23 - De Staten van Vlaanderen doen aanbesteding van de eerste Gentse barges, de luxueuze Vlaamse versie van de trekschuit.

juli
- 3 - Claes Michielsz Bontenbal wordt in Rotterdam onthoofd, vanwege zijn bijdrage in een complot tegen Maurits van Oranje.

augustus
- 6 - Kardinaal Maffeo Barberini van Bologna wordt gekozen tot paus Urbanus VIII.
- 6 - In de Slag bij Stadtlohn verslaat de Katholieke Liga het protestantse leger van de Hertog van Brunswijk.

november
- 13 - Monniken van de voormalige Abdij Onze-Lieve-Vrouw Ten Duinen ontdekken een loden kist onder de puinen van de verwoeste abdij te Koksijde met daarin het ongeschonden lichaam van de vroegere abt Idesbald.

december
- 22 - Een vloot onder leiding van Jacob Willekens met als viceadmiraal Piet Hein vertrekt vanuit Texel met 26 schepen en 3300 opvarenden richting Zuid-Amerika.Deze vloot moet de eerste fase van het Groot Desseyn

```
bewerkstelligen: de verovering van 
San Salvador de Bahia
, de grootste suikerhaven van Brazilië, en van 
São Paulo de Loanda
, het belangrijkste slavenstation van de Portugezen op de kust van Angola. 
```

zonder datum
- In Londen worden 23 toneelstukken van de in 1616 overleden William Shakespeare uitgegeven.
- Pothisarat II volgt Uponyuvarat I op als 24e koning van Lan Xang

## Bouwkunst

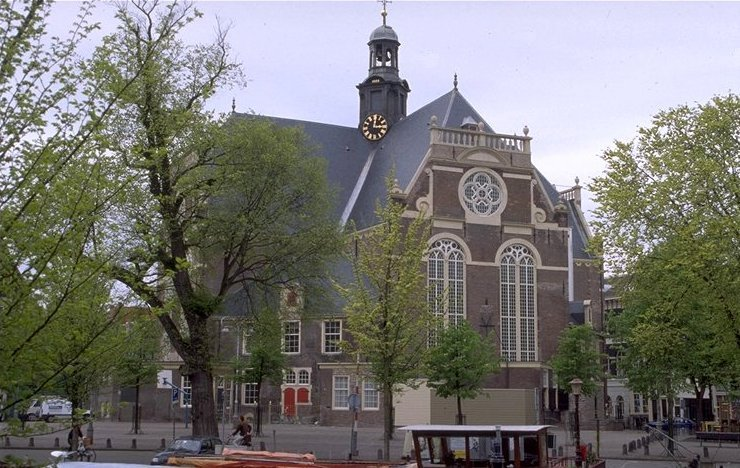
Noorderkerk (Amsterdam) (1623) Hendrick de Keyser
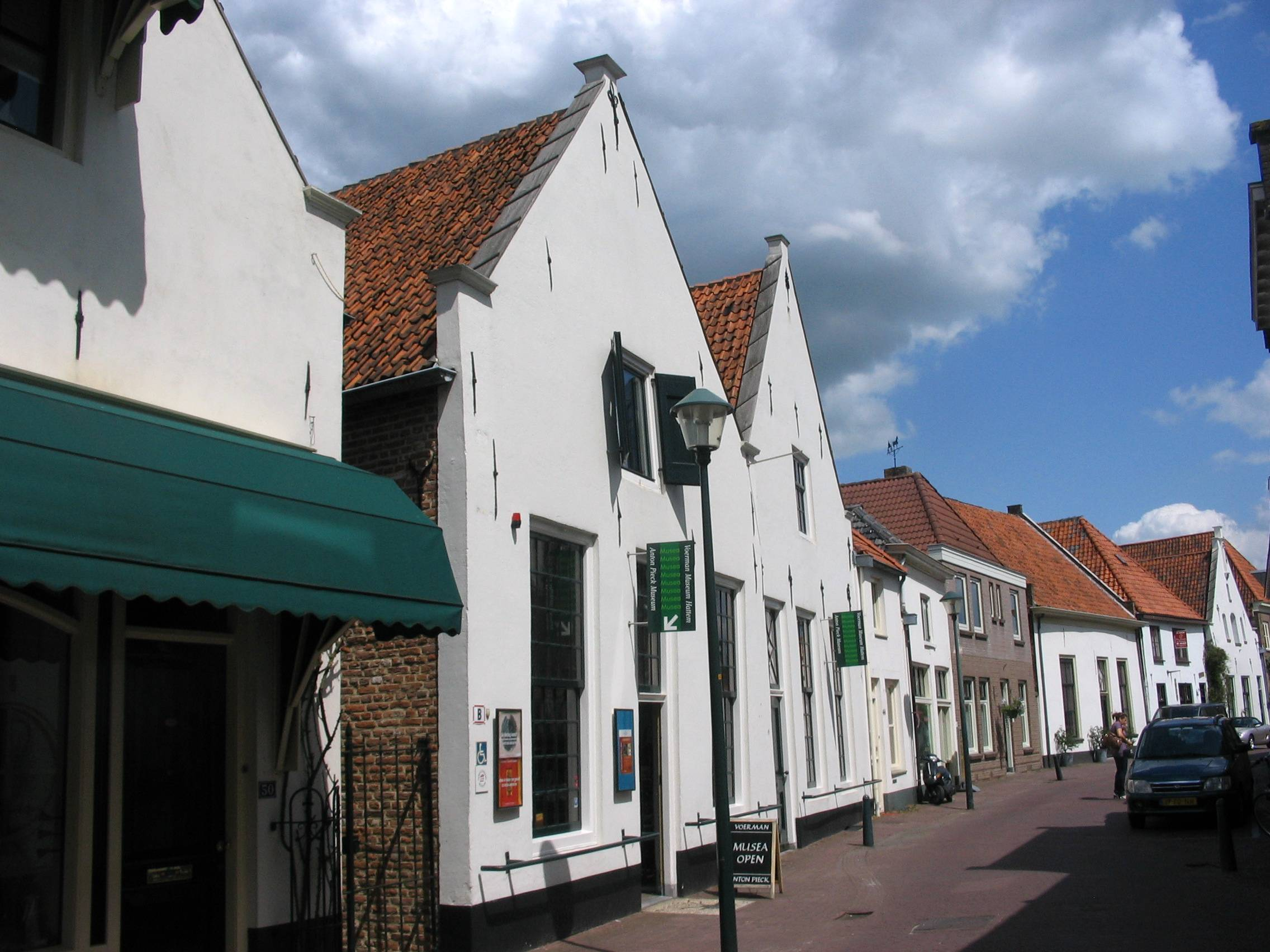
woonhuis, Hattem (1623)

## Geboren
januari
- 1 - Maria Petyt, Vlaams mystica en schrijfster (overleden 1677)

maart
- 4 - Jacob van der Does, Nederlands kunstschilder (overleden 1673)

juni
- 15 - Cornelis de Witt, Nederlands politicus (overleden 1672)
- 19 - Blaise Pascal, Frans filosoof, theoloog, wis -en natuurkundige (overleden 1662)

november
- 7 - Johan II van Waldeck-Landau, Duits graaf (overleden 1668)

datum onbekend
- Jurriaen Ovens, Deens-Duits kunstschilder en kunsthandelaar (overleden 1678)
- Adriaen Hermansz. Roest, Nederlands boekdrukker (overleden 1664)

## Overleden
mei
- 5 - Hendrick Danielsz Slatius (± 38), Nederlands remonstrants predikant en medepleger van een aanslag op prins Maurits

juli
- 4 - William Byrd (± 80), Engels componist
- 8 - Paus Gregorius XV (69), paus van 1621 tot 1623

augustus
- 6 - Anne Hathaway (± 67), de vrouw van Shakespeare

september
- 27 - Johan VII van Nassau-Siegen (62), Duits graaf en militair theoreticus